# حلالم کن
حلالم کن (به ترکی استانبولی: Hakkını Helal Et، حق خود را حلال کن) نام یک مجموعه تلویزیونی ۵۷ قسمتی ساخت سال ۲۰۰۷ شبکهٔ سامان یولو کشور ترکیه است. این مجموعه به فارسی دوبله شده و از آذر ۱۳۸۸ از شبکه ۲ سیمای جمهوری اسلامی ایران پخش شد. این سریال، محتوایی مشابه کلید اسرار (دیگر سریال ترکیه‌ای که از صدا و سیما پخش شده‌است) دارد.